# 十五號亨特斯維爾鎮區 (北卡羅萊納州梅克倫堡縣)
十五號亨特斯維爾鎮區（英語：Township 15, Huntersville）是位於美國北卡羅萊納州梅克倫堡縣的一個鎮區。

## 地方資料
十五號亨特斯維爾鎮區的面積為65.01平方千米，皆為陸地。根據2020年美國人口普查的數據，當地共有人口36816人，而人口密度為每平方千米566.31人。